# Mitrofan Nedelin
Mitrofan Ivanovitj Nedelin (ryska: Митрофа́н Ива́нович Неде́лин), född 9 november 1902 i Borisoglebsk i Kejsardömet Ryssland, död 24 oktober 1960 i Bajkonur i Kazakiska SSR, var en sovjetisk marskalk som givit namn åt Nedelinkatastrofen.
Nedelin gick med i Röda armén 1920 och deltog i det ryska inbördeskriget. Efter det genomgick han militärutbildning och blev medlem i det sovjetiska kommunistpartiet 1924. Han gjorde karriär inom militären och deltog i det spanska inbördeskriget, Finska vinterkriget och andra världskriget. Han var artillerichef för Sydvästfronten och den efterföljande 3:e ukrainska fronten från juni 1943 till slutet av kriget. Efter kriget blev han befälhavare för artilleristyrkorna 1953. År 1959 utnämndes han till överbefälhavare för de strategiska rakettrupperna.

## Nedelinkatastrofen
I sin roll inom artilleriet var han ansvarig för utvecklingen av Sovjetunionens första användbara interkontinentala ballistiska robot, R-16. Den tidigare R-7 Semjorka var visserligen världens första interkontinentala ballistiska robot, men den var mer eller mindre praktiskt oanvändbar på grund av sitt kryogena bränsle, som medförde att det tog 20 timmar att förbereda roboten för avskjutning och att den därefter kunde stå tankad i högst ett dygn.
Den nya R-16-roboten använde IRFNA som oxidationsmedel och UDMH som bränsle som båda hade egenskapen att de var flytande vid rumstemperatur och därmed kunde roboten stå tankad under längre perioder. Dock var båda vätskorna frätande, giftiga och hypergoliska vilket innebar stora utmaningar vid hanteringen av robotarna. Eftersom man ville genomföra en lyckad provskjutning innan den 43:e årsdagen av revolutionen pressades tidsplanen. Den första provroboten transporterades till ramp 41 vid Kosmodromen i Bajkonur den 21 oktober 1960.
På kvällen den 23 oktober tankades roboten. När roboten var tankad och förberedd för provskjutningen upptäcktes ett antal elektriska fel i roboten och ett antal pyrotekniskt opererade ventiler utlöstes. Istället för att tömma roboten på bränsle beslutade Nedelin att man skulle reparera den tankade roboten på rampen för att spara tid, och han övervakade personligen arbetena med att reparera roboten. Under arbetena uppehöll sig närmare 250 personer på eller omkring rampen. När arbetena var i det närmaste klara orsakade en felaktig elektrisk signal klockan 18.45 en oplanerad start av motorerna i robotens andra steg. Detta kom i sin tur att antända bränslet i robotens första steg.
Det efterföljande eldmolnet uppslukade de som befann sig närmast roboten, medan andra dog av de giftiga ångorna från bränslet. Totalt dog 122 människor i olyckan, varav 74 dog omedelbart och ytterligare 48 senare på sjukhus. Chefskonstruktören för R-16 Mikhail Yangel klarade sig undan katastrofen genom att han befann sig i ett rökrum för att röka. Leonid Brezjnev ledde undersökningskommissionen som skulle utreda katastrofen. Katastrofen offentliggjordes dock inte av Sovjetmyndigheterna förrän 1989. Den officiella hållningen fram till dess var att Nedelin dött i en flygplansolycka.